# Гомель-Непарний
Гóмель-Непáрний (біл. Го́мель-Няцóтны) — пасажирський залізничний зупинний пункт Гомельського відділення Білоруської залізниці між станцією Гомель-Пасажирський та роз'їздом Світоч.
Гомель-Непарний входить до складу Гомельського залізничного вузла разом зі станціями Гомель-Пасажирський та Гомель-Північний.

## Пасажирське сполучення
На зупинному пункту Гомель-Непарний зупиняються поїзди регіональних ліній економ-класу сполученням:
- Гомель-Пасажирський — Сож — Іпуть — Новобілицька — Гомель-Пасажирський (кільцевий маршрут);
- Гомель — Василевичі
- Гомель — Жлобин
- Гомель — Калинковичі
- Гомель — Свєтлогорськ-на-Березині
- Гомель — Речиця
- Гомель — Хойники.